# Pabellón Rosa Mota
El Pabellón Rosa Mota (en portugués: Pavilhão Rosa Mota) es un edificio que se encuentra dentro de los Jardines del Palacio de Cristal en Oporto, Portugal.
Se trata de una instalación multiusos que abrió sus puertas en 1954 y cuenta con capacidad para recibir a 5400 personas. El pabellón era conocido previamente como «Pavilhão dos Desportos» (pabellón de los deportes) pero en 1991 pasó a llamarse Rosa Mota, en honor de la deportista portuguesa campeona europea, mundial y olímpica en maratón. Se utiliza principalmente para baloncesto, pero también ha sido utilizado para voleibol, balonmano, bádminton, boxeo, judo, Hockey sobre patines, Baloncesto  entre otras disciplinas.

## Super Bock Arena
En septiembre de 2019, tras un periodo de obras, se reabrió como «Super Bock Arena», conservando el segundo nombre de Pavilhão Rosa Mota y ofreciendo un nuevo espacio equipado con las más modernas tecnologías que permitieran acoger acontecimientos culturales, deportivos y empresariales de grandes dimensiones.
Con capacidad para ocho mil personas, también integra un Centro de Congresos (ubicado en el piso -1), área dedicada a celebraciones corporativas, con auditorio y un anfiteatro con capacidad para 500 asientos.